# Jack et le Haricot magique (film, 1994)
Pour les articles homonymes, voir Jack et le Haricot magique (homonymie).
Pour plus de détails, voir Fiche technique et Distribution.
Jack et le Haricot magique (Beanstalk) est un film fantastique américain sorti directement en vidéo en 1994

## Fiche technique
- Titre original : Beanstalk
- Titre français : Jack et le Haricot magique
- Réalisation : Michael Davis
- Société de production : Full Moon Entertainment (en) et Paramount Pictures[1]
- Langue : anglais
- Dates de sortie : 
  - États-Unis : décembre 1994 [2] (en vidéo)
  - France : 4 juillet 1996[3]

## Distribution
- J.D. Daniels : Jack Taylor
- Margot Kidder : Dr Kate Winston
- Amy Stock-Poynton (en) : La mère de Jack
- Patrick Renna : Danny
- Stuart Pankin : Le géant
- Cathy McAuley : La femme du géant
- Richard Moll : Richard Leech
- Richard Paul : Le maire Cecil Boggs